# Naturschutzgebiet Spielwigge

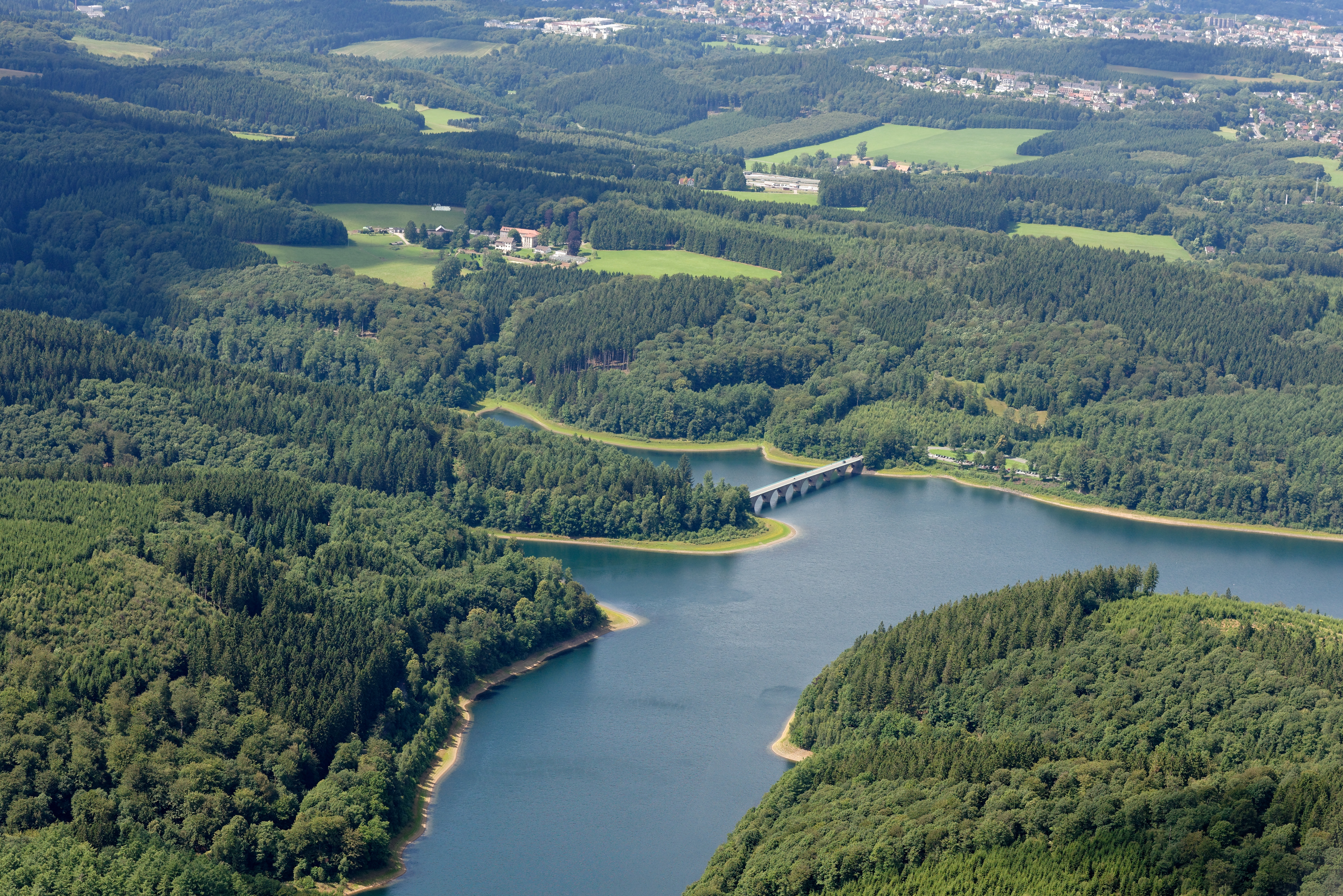
Luftaufnahme: Versetalsperre mit Brücke der Landesstraße 694; oben Lüdenscheider Ortsteil Spielwigge, hinten Lüdenscheid, Nordrhein-Westfalen, 2015

Das Naturschutzgebiet Spielwigge ist ein 6,5 ha großes Naturschutzgebiet (NSG) nördlich des Weilers Spielwigge im Stadtgebiet von Lüdenscheid im Märkischen Kreis in Nordrhein-Westfalen. Das Gebiet wurde 1994 als NSG ausgewiesen. Es liegt östlich der Bundesautobahn 45 und westlich der Versetalsperre.

## Gebietsbeschreibung
Bei dem Naturschutzgebiet handelt es sich um einen naturnahen Waldkomplex am Nordwesthang des Berges Berghahn. Dort befindet sich das Quellgebiet des Ölmühlenbaches. Auf den nordexponierten, in Richtung Ölmühlenbach leicht abfallenden Hangflächen befinden sich Buchen- und Erlen-Feuchtwälder auf nährstoffarmen Böden. Auf quell- und grundfeuchten Standorten stockt großflächig ein birkenreicher Erlenwald mit überwiegend mittlerem Baumholz. In einem sickerquelligen Nassbereich befindet sich Erlen-Feuchtwald. Zwischen diesen Feuchtwäldern steht ein feuchter Bereich mit Eichenmischwald. Im Südosten des NSG befindet sich ein totholzreicher Hainsimsen-Buchen-Altholzbestand und am Westrand in einem Fichtenbestand ein torfmoosreiches Quellrinnsal. In den Torfmoos-Erlenbruchwald-Bereichen sind u. a. Buchenfarn, Rippenfarn, Stern-Segge, Torfmoose und Goldenes Frauenhaar zu finden.